# القنب الهندي في كمبوديا
القنب الهندي في كمبوديا غير قانوني. هذا الحظر يتم فرضه بشكل انتهازي. تقدم العديد من مطاعم "Happy" الموجودة في بنوم بنه وسييم ريب وسيهانوكفيل علنًا الطعام المطبوخ مع الماريجوانا أو كزينة جانبية.

## قانون

### تاريخ
ربما تم إدخال القنب إلى جنوب شرق آسيا في حوالي القرن السادس عشر، واستخدم في الطب وفي المطبخ. يُزرع القنب تقليديًا في كمبوديا وهو عنصر شائع في الغذاء. بحلول عام 1961, امتثالًا للاتفاقية الوحيدة بشأن المخدرات، أصبح الأمر غير قانوني من الناحية الفنية ولكن القانون لم يتم تطبيقه، وتم بيع الماريجوانا علنًا. في عام 1992, أثناء تدخل الأمم المتحدة، أصبح العقار غير قانوني على وجه التحديد، لكن القانون ظل غير مطبق.

### تطبيق القانون
على الرغم من أنه غير قانوني، إلا أن الشرطة لا تضايق مستخدمي القنب والشركات تبيع منتجات القنب علانية للجمهور. واعتبارا من عام 2009, ذكر مكتب الأمم المتحدة المعني بالمخدرات والجريمة أن زراعة القنب «لم تعد مصدر قلق كبير» في كمبوديا.

## حضاره
تُباع الماريجوانا علنًا في الأسواق والمطاعم والحانات. «البيتزا السعيدة» هو المصطلح الذي يطلق على بيتزا القنب الهندي التي تُباع بشكل متكرر في المطاعم في جميع أنحاء كمبوديا. يُنظر إليه بين الكمبوديين على أنه شيء يستخدمه كبار السن ولا يحظى بشعبية لدى الشباب. في المناطق السياحية الكثيفة، يتم بيع «البيتزا السعيدة» بشكل أكثر شيوعًا نظرًا لشعبيتها بين المسافرين.